# Leonard Mudie
Leonard Mudie (Cheetham, 11 aprile 1883 – Hollywood, 14 aprile 1965) è stato un attore britannico, chiamato anche  Leonard Mudi.

## Biografia
Nato nel Lancashire nel 1883, Leonard Mudie lavorò a lungo nel cinema, soprattutto come caratterista. Iniziò la sua carriera cinematografica nel 1921 negli USA in A Message from Mars, un film di fantascienza della Metro Pictures Corporation. Apparve in 151 pellicole, l'ultima delle quali fu La più grande storia mai raccontata di George Stevens, girata nel 1965, anno in cui l'attore morì.
I fan delle serie tv di fantasy e fantascienza lo ricordano per le sue apparizioni in alcuni episodi della serie Adventures of Superman (1953-1956) e nell'episodio pilota della serie Star Trek (1966).

## Filmografia parziale

### Cinema
- A Message from Mars, regia di Maxwell Karger (1921)
- Becky Sharp, regia di Rouben Mamoulian e Lowell Sherman (non accreditato) (1935)
- Al di là delle tenebre (Magnificent Obsession), regia di John M. Stahl (1935)
- Lotta di spie (The Great Impersonation), regia di Alan Crosland (1935)
- L'ultima prova (His Brother's Wife), regia di W. S. Van Dyke (1936)
- London by Night, regia di William Thiele (1937)
- Il segreto del giurato (The Jury's Secret), regia di Edward Sloman (1938)
- Il vascello maledetto (Kidnapped), regia di Alfred L. Werker, Otto Preminger (1938)
- Suez, regia di Allan Dwan (1938)
- Tramonto (Dark Victory), regia di Edmund Goulding (1939)
- Il prigioniero di Amsterdam (Foreign Correspondent), regia di Alfred Hitchcock (1940)
- Charlie Chan e la crociera del terrore (Charlie Chan's Murder Cruise), regia di Eugene Forde (1940)
- Follia (Rage in Heaven), regia di W. S. Van Dyke (1941)
- Il disonesto (The Private Affairs of Bel Ami), regia di Albert Lewin (1947)
- La spada di Montecristo (The Sword of Monte Cristo), regia di Maurice Geraghty (1951)
- Luci della ribalta (Limelight), regia di Charlie Chaplin (1952)
- Il mostro magnetico (The Magnetic Monster), regia di Curt Siodmak e, non accreditato, Herbert L. Strock (1953)
- Lo scudo dei Falworth (The Black Shield of Falworth), regia di Rudolph Maté (1954)
- Foglie d'autunno (Autumn Leaves), regia di Robert Aldrich (1956)
- L'inferno ci accusa (The Story of Mankind), regia di Irwin Allen (1957)
- Il grande pescatore (The Big Fisherman), regia di Frank Borzage (1959)
- La più grande storia mai raccontata (The Greatest Story Ever Told), regia di George Stevens (1965)

### Televisione
- The Star and the Story – serie TV, episodio 1x09 (1955)
- Combat Sergeant – serie TV, episodio 1x05 (1956)
- Scienza e fantasia (Science Fiction Theatre) – serie TV, episodio 2x15 (1956)

## Doppiatori italiani
- Amilcare Pettinelli in Il mostro magnetico
- Gino Baghetti in Lo scudo dei Falworth
- Lauro Gazzolo in Follia, Foglie d'autunno